# 探偵 神宮寺三郎 アーリーコレクション
『探偵 神宮寺三郎 Early Collection』（たんてい じんぐうじさぶろう アーリーコレクション）は、データイーストから1999年8月5日に発売されたPlayStation用ゲームソフト。2007年12月26日にゲームアーカイブスからも配信された。

## 概要
ファミリーコンピュータ用ソフトとして制作された「探偵 神宮寺三郎シリーズ」の下記の4作品をオリジナルに忠実な形で収録している。
- 新宿中央公園殺人事件（1987年）
- 横浜港連続殺人事件（1988年）
- 危険な二人 前編・後編（1988、1989年）
- 時の過ぎゆくままに…（1990年）

追加要素としてビジュアル・BGMモードや事件を振り返ったりする捜査ノート、詰まったとき向けのヒントモードや神宮寺トピック集などがある。

## 移植版
| No. | タイトル                             | 発売日         | 対応機種                                                 | 開発元         | 発売元       | メディア                            | 型式 | 売上本数 | 備考 |
| --- | ------------------------------------ | -------------- | -------------------------------------------------------- | -------------- | ------------ | ----------------------------------- | ---- | -------- | ---- |
| 1   | 探偵 神宮寺三郎 アーリーコレクション | 2007年12月26日 | PlayStation 3 PlayStation Portable (PlayStation Network) | データイースト | ワークジャム | ダウンロード （ゲームアーカイブス） | -    | -        |      |

## スタッフ
- プロデューサー：西山英一
- ディレクター：梶原俊之
- プログラム：海老沢俊之、草野泰章
- グラフィック：三好志保、原田健司、石川浩一
- サウンド：是政、MARO、TOM
- キャラクターデザイン：寺田克也、高橋光、今野恵美
- ムービー：西川聡、佐藤嗣麻子
- スペシャルサンクス：高橋光則、中村浩、ATOMIC、えみすけ、PACO・L、中神紀之（ミュージカル・プラン）、「灯火が消えぬ間に」開発スタッフ
- エグゼクティブ・プロデューサー：福田哲夫

## 評価
ゲーム誌『ファミ通』の「クロスレビュー」では、6・5・6・6の合計23点（満40点）となっており、レビュアーからの肯定的な意見としては、「懐かしく感じる人も多いだろうし、シリーズの原点を振り返ることに価値を見出せるなら、アリだと思う」、「追加された資料集をありがたいと思うなら買い」、「ストーリー自体はおもしろいので、ある意味お買い得かも」、「ストーリーとテンポのよさが古臭さをかき消しているので、新しいファンでも楽しめるはず」などと評されているが、否定的な意見としては、「さすがにシステム、グラフィックとも"昔"を感じる。"いま"の進化したシステムに慣れているだけに、ついイライラしがち」、「少しぐらい値段が高くなってもいいから、絵ぐらいは描き直してほしかった。（中略）ヒントモードに使用回数制限があるのは初心者にやさしくない」、「古い作品なだけに不親切な部分満載」などと評されている。